# Constance Moore
Constance Moore (ur. 18 stycznia 1920, zm. 16 września 2005) – amerykańska aktorka i piosenkarka.

## Filmografia
seriale
- 1958: The Donna Reed Show jako Doris
- 1960: My Three Sons jako Vera Snell
- 1964: The Young Marrieds jako Irene Forsythe

film
- 1938: The Missing Guest jako Stephanie Kirkland
- 1940: Argentine Nights jako Bonnie Brooks
- 1944: Show Business jako Constance Ford
- 1951: Trzynasty list
- 1977: Buck Rogers jako Porucznik Wilma Deering

## Wyróżnienia
Posiada swoją gwiazdę na Hollywoodzkiej Alei Gwiazd.